# فرودگاه لوزلند

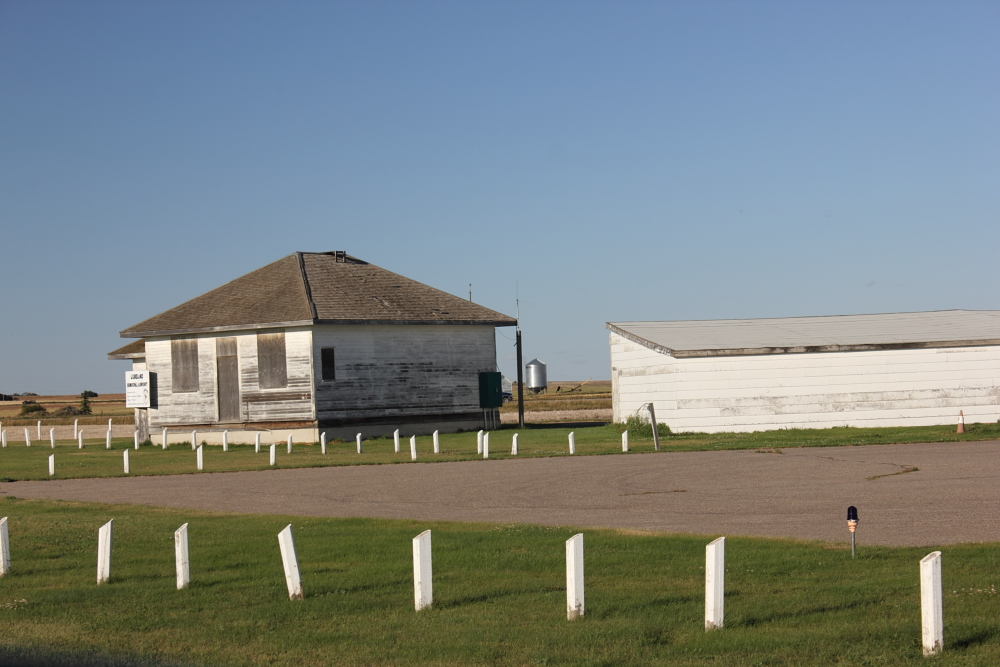
فرودگاه لوزلند

فرودگاه لوزلند (به انگلیسی: Luseland Airport) یک فرودگاه همگانی است که یک باند فرود آسفالت دارد و طول باند آن ۹۱۴ متر است. این فرودگاه در کشور کانادا قرار دارد و در ارتفاع ۷۰۱ متری از سطح دریا واقع شده است.